# Щебры
Щебры (укр. Щебри) — село, Дунаецкий сельский совет, Глуховский район, Сумская область, Украина.
Код КОАТУУ — 5921582303. Население по переписи 2001 года составляло 166 человек.

## Географическое положение
Село Щебры находится на правом берегу реки Ракита, в месте впадения в неё реки Вербовка, выше по течению на расстоянии в 2 км расположено село Обложки, ниже по течению на расстоянии в 2 км расположено село Полошки.
На расстоянии в 2 км расположено село Дунаец.

## История
- Неподалёку от села Щебры сохранились остатки древнерусского городища (ХІ-ХІІІ вв).